# Palystes stilleri
Palystes stilleri är en spindelart som beskrevs av Croeser 1996. Palystes stilleri ingår i släktet Palystes och familjen jättekrabbspindlar. Inga underarter finns listade i Catalogue of Life.